# Lineth Beerensteyn
Lineth Beerensteyn (née le 11 octobre 1996 à La Haye) est une footballeuse internationale néerlandaise évoluant au poste d'attaquant au VfL Wolfsburg.

## Biographie

### Carrière internationale
Le 4 juin 2016, elle fait ses débuts au sein de l'équipe nationale néerlandaise, lors d'un match amical contre l'Afrique du Sud. 
Elle fait ensuite partie de l'équipe néerlandaise qui remporte l'Euro féminin 2017, et qui dispute la Coupe du monde 2019 organisée en France.

## Statistiques détaillées
Le tableau ci-dessous retrace la carrière de Lineth Beerensteyn depuis ses débuts :

### En club
| Saison                | Club                  | Championnat           | Championnat | Championnat | Coupe(s) nationale(s) | Coupe(s) nationale(s) | Supercoupe | Supercoupe | Compétition(s) continentale(s) | Compétition(s) continentale(s) | Compétition(s) continentale(s) | Total | Total |
| Saison                | Club                  | Division              | M.          | B.          | M.                    | B.                    | M.         | B.         | Comp.                          | M.                             | B.                             | M.    | B.    |
| 2012-2013             | ADO La Haye           | BeNe                  | 25          | 4           | 1                     | 0                     | -          | -          | C1                             | 2                              | 0                              | 28    | 4     |
| 2013-2014             | ADO La Haye           | BeNe                  | 18          | 7           | -                     | -                     | -          | -          | -                              | -                              | -                              | 18    | 7     |
| 2014-2015             | ADO La Haye           | BeNe                  | 24          | 17          | -                     | -                     | -          | -          | -                              | -                              | -                              | 24    | 17    |
| 2015-2016             | ADO La Haye           | BeNe                  | 18          | 11          | -                     | -                     | -          | -          | -                              | -                              | -                              | 18    | 11    |
| Sous-total            | Sous-total            | Sous-total            | 85          | 35          | 1                     | 0                     | 0          | 0          | -                              | 2                              | 0                              | 88    | 35    |
| 2016-2017             | FC Twente             | Eredivisie Vrouwen    | 21          | 9           | -                     | -                     | -          | -          | C1                             | 7                              | 4                              | 28    | 13    |
| Sous-total            | Sous-total            | Sous-total            | 21          | 9           | 0                     | 0                     | 0          | 0          | -                              | 7                              | 4                              | 28    | 13    |
| 2017-2018             | Bayern Munich         | Bundesliga            | 10          | 2           | 3                     | 0                     | -          | -          | C1                             | 2                              | 0                              | 15    | 2     |
| 2018-2019             | Bayern Munich         | Bundesliga            | 19          | 3           | 3                     | 1                     | -          | -          | C1                             | 7                              | 2                              | 29    | 6     |
| 2019-2020             | Bayern Munich         | Bundesliga            | 22          | 7           | 1                     | 0                     | -          | -          | C1                             | 5                              | 0                              | 28    | 7     |
| 2020-2021             | Bayern Munich         | Bundesliga            | 16          | 3           | 2                     | 0                     | -          | -          | C1                             | 8                              | 3                              | 26    | 6     |
| 2021-2022             | Bayern Munich         | Bundesliga            | 16          | 2           | 4                     | 0                     | -          | -          | C1                             | 7                              | 0                              | 27    | 2     |
| Sous-total            | Sous-total            | Sous-total            | 83          | 17          | 13                    | 1                     | 0          | 0          | -                              | 29                             | 5                              | 125   | 23    |
| 2022-2023             | Juventus FC           | Serie A               | 21          | 11          | 5                     | 1                     | 1          | 0          | C1                             | 9                              | 2                              | 36    | 14    |
| 2023-2024             | Juventus FC           | Serie A               | 4           | 4           | 1                     | 1                     | -          | -          | C1                             | 2                              | 0                              | 7     | 5     |
| Sous-total            | Sous-total            | Sous-total            | 25          | 15          | 6                     | 2                     | 1          | 0          | -                              | 11                             | 2                              | 43    | 19    |
| Total sur la carrière | Total sur la carrière | Total sur la carrière | 214         | 76          | 20                    | 3                     | 1          | 0          | -                              | 49                             | 11                             | 284   | 90    |

## Palmarès

### En club
ADO La Haye
- Vainqueur de la Coupe des Pays-Bas en 2013
- Finaliste de la BeNe Super Cup en 2013

- Bayern Munich
  - Championnat d'Allemagne (1)
    - Champion :2021

### International
Pays-Bas U19
- Vainqueur du championnat d'Europe des moins de 19 ans en 2014

Pays-Bas
- Vainqueur du championnat d'Europe en 2017
- Vainqueur de la Coupe de l'Algarve en 2018[5]